# Федив, Юлия Александровна
Юлия Александровна Федив (укр. Юлія Олександрівна Федів; род. 20 декабря 1986, Черновцы) — украинская общественная и политическая деятельница, дипломат, менеджер в сфере культуры и член Правления Общественного телерадиовещания с марта 2024 года. Была первым исполнительным директором Украинского культурного фонда (УКФ) с 2018 по 2021 год и занимала руководящие должности в таких организациях, как Громадское телевидение и Украинский институт. Также являлась национальным координатором по культуре в Представительстве ЮНЕСКО в Украине в 2023 году и возглавляла Национальное бюро Украины по программе ЕС «Креативная Европа» с 2017 по 2021 год.

## Биография
Юлия Федив родилась 20 декабря 1986 года в городе Черновцы (УССР) в семье врачей. Её отец — профессор, доктор медицинских наук, декан факультета Буковинского государственного медицинского университета. Федив окончила с отличием Черновицкую гимназию № 1 и в девятом классе была ученицей по обмену в Германии, где познакомилась с особенностями местной культуры. Этот опыт вдохновил ее на решение заниматься международными отношениями.
В 2004 году Федив окончила ЧНУ имени Юрия Федьковича по специальности «Международные отношения», одновременно изучая коммерческое право в Национальной академии управления. Она продолжила получение образования в Бременском Университете и в 2009 году стала магистром в области международного и европейского права. Для расширения своего международного опыта Федив стажировалась 3 месяца в ООН в 2010 году, а затем 6 месяцев в Бундестаге в 2011 году. Она также окончила программу «Стратегической Архитекторы» Киево-Могилянской Бизнес-Школы в 2020-2021 годах и программу «Кризисного менеджмента» Киевской школы экономики в 2021.
Помимо украинского и русского языков, Федив свободно говорит на английском и немецком, а также знает польский на среднем уровне.

## Карьера
Федив начала общественную деятельность в 2011 году в качестве менеджера проекта по защите прав детей в Немецко-польско-украинском обществе в Киеве. В 2015 году она расширила свою роль и начала координировать журналистские проекты для известных немецких СМИ, включая N-ost и Deutsche Welle. В том же году она приняла участие в пятидневной программе обучения «Youth Worker» в Киеве и прошла углубленную подготовку руководителей в Берлине. Наряду с работой в области информационной политики Федив также координировала проект для Европейской театральной конвенции в Берлине.
С 2016 по 2017 год она руководила проектами Немецкого агентства технической помощи Украине (GIZ). В 2016 году Федив заняла должность регионального координатора инициативы «Партнерство с городами Украины» и стала главой Национального офиса программы ЕС «Креативная Европа», которая предоставляла гранты специалистам в области СМИ и культуры. В этой должности она сыграла ключевую роль в обеспечении финансирования в размере до 200 000 евро для каждой из четырех международных инициатив по сотрудничеству в «Креативной Европе» при том, что к 2017 году существовало всего пять таких инициатив.

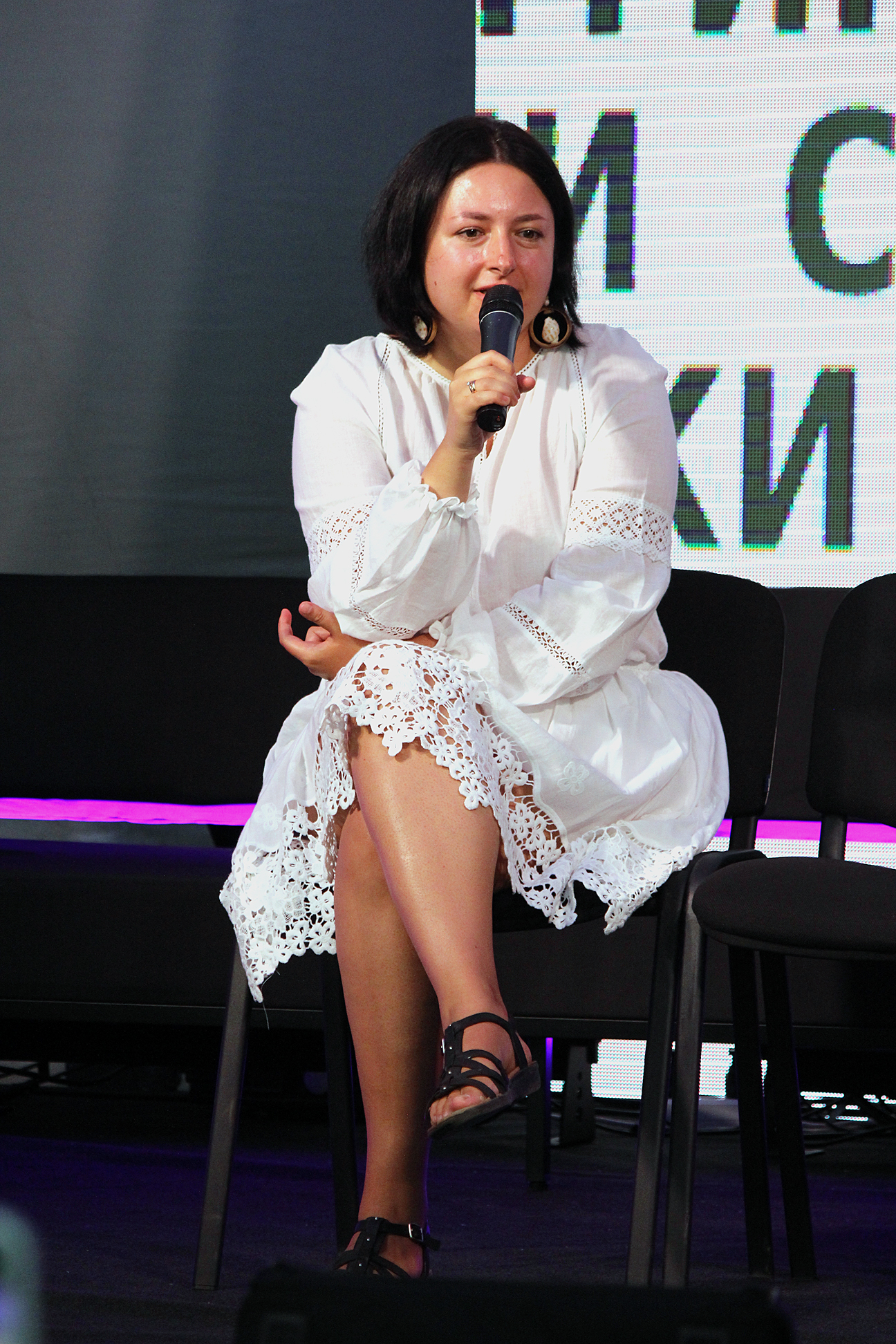
Федив в июне 2021

7 февраля 2018 года Федив была назначена первым исполнительным директором Украинского культурного фонда, а на следующий день Министерство культуры, молодежи и спорта заключило с ней трехлетний контракт. После завершения этого срока она первоначально выдвинула свою кандидатуру на переизбрание, но сняла ее 23 марта 2021 года из-за скандала, связанного с обвинениями со стороны Союза концертной индустрии Украины (СКИУ) по поводу процедур распределения грантов. В сентябре 2021 года она объявила, что против нее были выдвинуты уголовные обвинения в нецелевом использовании 57 млн грн во время работы в УКФ. Согласно исследованию Государственной аудиторской службы Украины, существовали проблемы с управлением средствами помощи в период распространения COVID-19. Федив категорически отрицала какие-либо правонарушения и утверждала, что обвинения были несправедливо основаны на технических деталях, а не на реальном нецелевом использовании, а также осуждала бездействие Министерства культуры. Жалоба, предполагающая потенциальное сотрудничество между ГАС, Наблюдательным советом УКФ и представителями СКИУ, была направлена в Государственное бюро расследований Украины в октябре 2021 года. После этого новых обвинений против Федив не поступало.
12 марта 2021 года она получила премию «Women in Arts» за культурный менеджмент. В июле того же года Федив была назначена директором Громадского телевидения. Во время своего пребывания в должности она стремилась разработать стратегический план роста организации и обеспечить устойчивое финансирование, однако ушла в отставку уже летом 2022 года. Затем Федив прошла стажировку в США в рамках Программы стипендий Хьюберта Хамфри 2022–2023 годов.
В сентябре 2023 года источники в Правительстве Украины упомянули Федив как потенциальную кандидатуру на должность министра культуры и информационной политики Украины на фоне широкого обсуждения об изменениях в правительстве Шмыгаля в офисе президента Украины. Это произошло после отставки Александра Ткаченко 20 июля. Федив согласилась вступить в должность, признав предстоящие проблемы, включая сокращенный бюджет на культуру, последствия вторжения России и нерешенные вопросы, оставленные ее предшественниками.
21 декабря 2024 года Владимир Зеленский назначил её Чрезвычайным и Полномочным Послом Украины на Филиппинах. Федив вручила верительные грамоты посла Украины президенту Бонгбонгу Маркосу во время церемонии во дворце Малаканьянг 25 января 2025 года. Во время церемонии она пообещала содействовать инициативам, направленным на укрепление мира, процветания, взаимного уважения и двусторонних отношений.